# 普拉多 (托利馬省)
普拉多是哥倫比亞的城鎮，位於該國中西部，由托利馬省負責管轄，始建於1781年，面積448平方公里，海拔高度321米，2005年人口8,605，人口密度每平方公里19.21人。
3°45′N 74°50′W / 3.750°N 74.833°W